# 杨福民
杨福民（1942年12月—2011年2月），男，汉族，四川重庆人，中国天体测量学家，曾任中国科学院上海天文台副台长，中国天文学会副理事长。